# Platting
En platting är ett band eller en matta som tillverkas för hand genom flätning av kabelgarn ur uppslaget tågvirke. I segelfartygen användes platting som sejsningar och för inklädning av riggdetaljer till skydd mot slitage. Metoden kan ännu förekomma vid hobbytillverkning av t. ex. mattor.
Vanlig platting förfärdigas genom att de yttersta garnen ömsom från den ena och ömsom från den andra sidan läggs över mittgarnen (mittgarnet). Fransk, spansk och även engelsk platting, framställs genom att det ena på utsidan liggande garnet träds ömse över och ömsom under de inåt angränsande garnen förbi mittgarnet, varefter motsvarande procedur förs från andra sidan osv. 